# Municipio de Whitewood
El municipio de Whitewood (en inglés: Whitewood Township) es un municipio ubicado en el condado de Kingsbury en el estado estadounidense de Dakota del Sur. En el año 2010 tenía una población de 96 habitantes y una densidad poblacional de 0,7 personas por km².

## Geografía
El municipio de Whitewood se encuentra ubicado en las coordenadas 44°14′57″N 97°23′10″O / 44.24917, -97.38611. Según la Oficina del Censo de los Estados Unidos, el municipio tiene una superficie total de 137.05 km², de la cual 128,19 km² corresponden a tierra firme y (6,46 %) 8,86 km² es agua.

## Demografía
Según el censo de 2010, había 96 personas residiendo en el municipio de Whitewood. La densidad de población era de 0,7 hab./km². De los 96 habitantes, el municipio de Whitewood estaba compuesto por el 98,96 % blancos, el 1,04 % eran de otras razas. Del total de la población el 1,04 % eran hispanos o latinos de cualquier raza.